# Гашков, Алексей Вениаминович
Алексей Вениаминович Гашков (13 марта 1918, Пермь — 22 ноября 1980, Пермь) — участник Великой Отечественной войны, штурман звена 386-го ночного бомбардировочного авиационного полка (314-я ночная бомбардировочная авиационная дивизия, 3-я Воздушная армия, 3-й Белорусский фронт), лейтенант.

## Биография
Родился 13 марта 1918 в городе Пермь в семье рабочего. Русский.
Окончил среднюю школу в Перми. В 1940 году с третьего курса   Пермского педагогического института был призван в Красную Армию. В 1941 году окончил Челябинскую военную авиационную школу стрелков-бомбардиров. В действующей армии — с декабря 1941. Член ВКП(б)/КПСС с 1943 года.
Штурман звена 386-го ночного бомбардировочного авиационного полка лейтенант Гашков к маю 1945 года совершил 718 боевых вылетов на бомбардировку укреплённых объектов, артиллерийских позиций, скоплений войск противника. Также на счету Гашкова значатся вылеты к партизанам Ленинградской области. Им он доставлял боеприпасы, вывозил тяжелораненых на Большую землю.
После войны остался служить в Советской Армии. В 1949 году окончил Краснодарскую высшую офицерскую авиационную школу штурманов. С 1958 года — майор Гашков — в запасе.
Жил в Перми. Умер 22 ноября 1980 года, похоронен на Южном кладбище города Пермь.

## Награды
- Указом Президиума Верховного Совета СССР от 29 июня 1945 года за образцовое выполнение боевых заданий командования на фронте борьбы с немецко-фашистским захватчиками и проявленные при этом мужество и героизм лейтенанту Гашкову Алексею Вениаминовичу присвоено звание Героя Советского Союза с вручением ордена Ленина и медали «Золотая Звезда» (№ 6961).
- Награждён орденами Ленина, Красного Знамени, Отечественной войны 2 степени, двумя орденами Красной Звезды и медалями, среди которых медаль «За отвагу».

## Память
- В 1985 году именем Героя названа улица в Мотовилихинском районе Перми.
- На здании школы № 48 г. Перми находится мемориальная доска, посвящённая А. В. Гашкову[2].